# Edueim
Edueim (em árabe: الدويم; romaniz.: ad-Duwaym) é uma cidade do Sudão localizada no estado do Nilo Branco. Segundo censo de 2008, havia 73 622 habitantes.